# Razavi Khorasan
Il Razavi Khorasan (in persiano: خراسان رضوی) è una delle trentuno province dell'Iran.

## Geografia antropica

### Suddivisioni amministrative
La provincia è divisa in 28 shahrestān:
- Shahrestān di Bakharz
- Shahrestān di Bajestan
- Shahrestān di Bardeskan
- Shahrestān di Chenaran
- Shahrestān di Dargaz
- Shahrestān di Davarzan
- Shahrestān di Fariman
- Shahrestān di Firuzeh
- Shahrestān di Gonabad
- Shahrestān di Javin
- Shahrestān di Joghtai
- Shahrestān di Kalat
- Shahrestān di Kashmar
- Shahrestān di Khalilabad
- Shahrestān di Khoshab
- Shahrestān di Khvaf
- Shahrestān di Mahvelat
- Shahrestān di Mashhad
- Shahrestān di Nishapur
- Shahrestān di Quchan
- Shahrestān di Roshtkhvar
- Shahrestān di Sabzevar
- Shahrestān di Sarakhs
- Shahrestān di Taybad
- Shahrestān di Torbat-e Heydariyyeh
- Shahrestān di Torbat-e-Jam
- Shahrestān di Torqabeh e Shandiz
- Shahrestān di Zaveh